# Edwin O. Excell
Edwin Othello Excell, född 1851 i Ohio, död 1921, var en amerikansk kompositör, sångare och sångledare i Dwight Lyman Moodys väckelsekampanjer och Gipsy Smiths möten. Han finns representerad med flera tonsättningar i Frälsningsarméns sångbok 1990 (FA).

## Sånger
- Gud vill mig ha till ett solsken (FA nr 667) tonsatt okänt årtal
- I en värld där sorger, möda, smärta bor
- Nåd strömmar från Golgata (Kristus vandrar bland oss än nr 4)
- Ser du himlen mörkna med refrängen Räkna Herrens gåvor en för en